# Basudebpur
Basudebpur là một thị xã và là nơi đặt ủy ban khu vực quy hoạch (notified area committee) của quận Bhadrak thuộc bang Orissa, Ấn Độ.

## Địa lý
Basudebpur có vị trí 21°08′B 86°44′Đ / 21,14°B 86,74°Đ Nó có độ cao trung bình là 3 mét (9 foot).

## Nhân khẩu
Theo điều tra dân số năm 2001 của Ấn Độ, Basudebpur có dân số 29.998 người. Phái nam chiếm 52% tổng số dân và phái nữ chiếm 48%. Basudebpur có tỷ lệ 60% biết đọc biết viết, cao hơn tỷ lệ trung bình toàn quốc là 59,5%: tỷ lệ cho phái nam là 69%, và tỷ lệ cho phái nữ là 50%. Tại Basudebpur, 14% dân số nhỏ hơn 6 tuổi.